# Hogna birabenae
Hogna birabenae là một loài nhện trong họ Lycosidae.
Loài này thuộc chi Hogna. Hogna birabenae được Cândido Firmino de Mello-Leitão miêu tả năm 1941.